# Eurovision Young Dancers 1995
Het Eurovision Young Dancers 1995 was de zesde editie van het dansfestival en de finale werd op 6 juni 1995 gehouden in het Théâtre de Beaulieu in Lausanne. Het was de eerste keer dat Zwitserland het dansfestival organiseerde.

## Deelnemende landen
Vijftien landen namen aan deze editie van het Eurovision Young Dancers deel. Hongarije en Rusland namen voor het eerst deel.

## Jury
Heinz Spoerli
/ Maurice Béjart
/ Oscar Araiz
/ Gigi Caciuleanu
 Paola Cantalupo
 Peter Van Dyk
/ Beatriz Consuelo
 Víctor Ullate
 Gilbert Mayer
 Pierre Lacotte
 Youri Vámos
 Jorma Uotinen

## Overzicht

### Finale
| Plaats | Land        | Artiest                                      |
| ------ | ----------- | -------------------------------------------- |
| 1      | Spanje      | Jesús Pastor Sahuquillo & Ruth Miró Salvador |
| 2      | Zweden      | Nadja Sellrup                                |
| 3      | België      | Jeroen Hofmans                               |
| -      | Frankrijk   | Karl Paquette                                |
| -      | Griekenland | Franghiskos Toumbakaris                      |
| -      | Oostenrijk  | Oliver Preiss                                |
| -      | Polen       | Filip Barankiewicz                           |
| -      | Rusland     | Maria Alexandrova                            |
| -      | Zwitserland | Anne-Catherine Haller                        |

### Halve finale
| Land        | Artiest                                      | Resultaat      |
| ----------- | -------------------------------------------- | -------------- |
| België      | Jeroen Hofmans                               | gekwalificeerd |
| Cyprus      | Carolina Constantinou                        | uit            |
| Duitsland   | Irina Schlaht                                | uit            |
| Finland     | Janna Eklund                                 | uit            |
| Frankrijk   | Karl Paquette                                | gekwalificeerd |
| Griekenland | Franghiskos Toumbakaris                      | gekwalificeerd |
| Hongarije   | Sara Weisz                                   | uit            |
| Noorwegen   | Maria Mikalsen                               | uit            |
| Oostenrijk  | Oliver Preiss                                | gekwalificeerd |
| Polen       | Filip Barankiewicz                           | gekwalificeerd |
| Rusland     | Maria Alexandrova                            | gekwalificeerd |
| Slovenië    | Damjan Mohorko                               | uit            |
| Spanje      | Jesús Pastor Sahuquillo & Ruth Miró Salvador | gekwalificeerd |
| Zweden      | Nadja Sellrup                                | gekwalificeerd |
| Zwitserland | Anne-Catherine Haller                        | gekwalificeerd |

## Wijzigingen

Deelnemende landen
Landen die in het verleden deelgenomen hebben
Landen die zich niet voor de finale kwalificeerden

### Debuterende landen
- Hongarije
- Rusland

### Terugtrekkende landen
- Denemarken
- Estland